# Cecilia Torudd
 (novembre 2018).
Si vous disposez d'ouvrages ou d'articles de référence ou si vous connaissez des sites web de qualité traitant du thème abordé ici, merci de compléter l'article en donnant les références utiles à sa vérifiabilité et en les liant à la section « Notes et références ».
Cecilia Torudd (née le 26 octobre 1942 à Lund) est une auteure de bande dessinée suédois. Elle est connue pour Ensamma mamman (sv) (« mère célibataire »), série humoristique semi-autobiographique narrant la vie d'une mère célibataire dans les années 1970 et dont le premier album est sorti en 1985.

## Biographie
En 2023, elle est sélectionnée pour la cinquième année d'affilée (depuis 2019) pour le prestigieux prix suédois, le Prix commémoratif Astrid-Lindgren.

## Prix et distinctions
- 1986 : Diplôme Adamson pour sa contribution à la bande dessinée suédoise
- 1989 : 
  - Prix Adamson du meilleur auteur suédois pour l'ensemble de son œuvre
  - Prix Urhunden du meilleur album suédois pour Ensamma Mamman
- 2018 : Prix Unghunden, pour l'ensemble de son œuvre
- 2019 à 2023 : Sélection pour le Prix commémoratif Astrid-Lindgren durant cinq années d'affilée[1]